# NGC 1132
NGC 1132 é uma galáxia elíptica (E) localizada na direcção da constelação de Eridanus. Possui uma declinação de -01° 16' 28" e uma ascensão recta de 2 horas, 52 minutos e 51,8 segundos.
A galáxia NGC 1132 foi descoberta em 23 de Novembro de 1827 por John Herschel.